# Platvoetshuis
Platvoetshuis of Platvoet was een rechtstoel in de provincie Groningen. Het lag even ten noorden van de wierde Dorkwerd.
Platvoet bestond uit slechts twee boerderijen met de bijbehorende gronden ter grootte van 52 grazen (± 25 ha) en was daarmee de kleinste rechtstoel in de provincie. De boerderij annex herberg Platvoet, een zogenaamde edele heerd, bestaat niet meer. De andere, kleinere boerderij met de naam Kolde Ovent (soms verhollandst tot Koldehoeve) bestaat nog. De rechtstoel lag binnen de kerspel Wierum, die bijna geheel in eigendom van het klooster van de Abdij van Aduard was. Het gebied van de rechtstoel was geen eigendom en omdat het bovendien aan de rand van de kerspel lag, zijn dat wellicht de redenen geweest om het als een apart rechtsgebied te laten ontstaan.
Over de geringe omvang van de rechtstoel doet een verhaal de ronde, waaraan echter weinig waarde moet worden gehecht. De rechtstoel zou zijn ingesteld om zo de bewoner tot regder te kunnen benoemen. De stad Groningen zou hem namelijk graag als burgemeester willen aanstellen, maar omdat hij geen aanzienlijke titel had, kon hij niet worden benoemd. Met het creëren van de rechtstoel, kreeg hij die titel wel, omdat deze, zoals in de Ommelanden gebruikelijk, was gekoppeld aan bezit, in plaats van afkomst.
Wel is zeker dat een van de eigenaren (dr. Albert Pieter Driessen) eind 18e eeuw optrad als notaris en in aktes vermeldde dat hij richter van Plastvoetshuis was. Dit wijst op een zekere standing, die gepaard ging met het bezit van een edele heerd.

## Naam
De herkomst van de naam is onduidelijk, maar is mogelijk een verbastering van platte voerde, in de betekenis van ondiepe voorde. De voorde zou hebben kunnen gelegen in de Heereweg, de huidige Evert Harm Woltersweg in de afwatering van Lieuwerderwolde, de Hunsinge. In de rivierdijk is nog een verlaging of verzakking te zien, waar deze afwatering uitmondde in het Reitdiep.
De naam leeft voort in de Platvoettil de fietsbrug over het Reitdiep aan de noordzijde het Van Starkenborghkanaal en Platvoetspad direct aan de westzijde van de brug. Ook de boerderij Groot Platvoet, waarvan de ree uitkomt op het Platvoetspad, is vernoemd naar de verdwenen heerd.